# Cis nudipennis
Cis nudipennis is een keversoort uit de familie houtzwamkevers (Ciidae). De wetenschappelijke naam van de soort werd in 1931 gepubliceerd door Robert Cyril Layton Perkins.